# 42街 (曼哈頓)
42街（英語：42nd Street）是美国纽约曼哈頓的一条著名街道，紐約地鐵7號線及42街接駁線亦通過此路底下。該街亦以其上的剧院聞名於世，特别是在与百老汇交汇处的时报广场附近。这个路口又称为剧院区（有时又称为红灯区）。第42街在紐約人心中佔有重要位置，特別是因為沿著這條街排列着纽约一些最重要和著名的建筑，从东到西依次是联合国总部、克莱斯勒大厦、大中央车站、紐約公共圖書館、时报广场和纽新港務局客运总站。
林肯公路（Lincoln Highway）构思于1913年，是美洲第一条横贯大陆的公路，开始于时报广场向西经过42街到达哈得逊河边的渡口。然后穿越哈得逊河到达新泽西州的威霍肯（Weehawken），再穿越全美国（大约3,000英里），到达旧金山。

## 建筑
42街沿线建筑包括（从西往东）：
- 纽新港務局客运总站，第八大道
- 时报广场，第七大道
- 纽约公共图书馆，第五大道
- 駐紐約臺北經濟文化辦事處，第五大道
- 大中央车站，公园大道
- 克莱斯勒大厦，莱辛顿大道
- 都铎城（Tudor City）公寓，第一大道
- 联合国总部，第一大道

## 从东到西的交汇道路
- 罗斯福路
- 第一大道
- 第二大道
- 第三大道
- 莱辛顿大道
- 公园大道
- 麦迪逊大道
- 第五大道 - 将42街分为东42街和西42街
- 第六大道（美洲大道）
- 百老汇 -
- 第七大道
- 第八大道
- 第九大道
- Dyer Avenue
- 第十大道
- 第十一大道
- 西侧高速公路

1. ↑  Google Inc.  (地图). Google Inc. August 31, 2015  [August 31, 2015].